# آلن گریکو
آلن گریکو (انگلیسی: Alan Grieco؛ زادهٔ ۷ مهٔ ۱۹۴۶) دوچرخه‌سوار اهل ایالات متحده آمریکا است. وی در بازی‌های المپیک تابستانی ۱۹۶۴ شرکت کرده است.